# Jacqueline Scott-Lemoine
Jacqueline Scott-Lemoine, née à Port-au-Prince en 1923 et morte à Dakar en 2011, est une comédienne et une femme de lettres sénégalo-haïtienne. Son parcours illustre un exemple de « Retour en Afrique ».

## Biographie
Née le 28 octobre 1923 à Port-au-Prince, descendante d’esclaves venus d'Afrique comme la plupart des Haïtiens, elle se découvre une vocation pour le théâtre en Haïti à la fin des années 1940 et au début des années 1950, à un moment où l'île bénéficie des passages de la compagnie Renaud-Barrault, d'Aimé Césaire, de Jean-Paul Sartre et de Louis Jouvet,. Elle se forme au centre d'art dramatique de l'institut français d'Haïti, puis au conservatoire d'art dramatique de Port-au-Prince.
Quittant Haïti où elle juge le régime de François Duvalier invivable, elle vient en France en 1962, et travaille tout d'abord à la Maison de la Radio. Comme comédienne, elle a l'occasion de jouer dans Les gouverneurs de la rosée de l'auteur haïtien Jacques Roumain, adapté par Hervé Denis. Elle est remarquée par Jean-Marie Serreau venu voir la pièce, et se voit proposer de créer le rôle de Madame Christophe, dans la pièce d'Aimé Césaire mise en scène par ce même Jean-Marie Serreau, La Tragédie du roi Christophe, en 1964. Ce spectacle lui permet également de rencontrer son futur époux, Lucien Lemoine, comédien, puis metteur en scène, poète, animateur d'émissions culturelles à la radio et enseignant. Ils se marient en 1964. Elle participe à une tournée européenne, consacrée à cette pièce, avec la troupe de Serreau, puis elle la joue au Sénégal, en avril 1966, où la représentation est un des événements du premier Festival mondial des arts nègres. Elle et son mari décident de s'installer au Sénégal. Elle en adopte la nationalité dix ans plus tard, en 1976,.
Elle intervient comme actrice au théâtre, notamment dans La fête à Harlem, écrit et mis en scène par l'Américain Melvin Van Peebles, et Les Nègres de Jean Genet mis en scène par Roger Blain, et dans d'autres pièces du répertoire du Théâtre national Daniel-Sorano de Dakar, sous la direction de divers metteurs en scène dont Raymond Hermantier, Maurice Sonar Senghor, Jean-Pierre Leurs, etc. Elle joue également au cinéma, en particulier dans Le Décaméron noir, le film de Piero Vivarelli sortie en 1972, et dans Amok, le film du marocain Souheil Ben Barka, sorti en 1982,.
Elle participe à la vie culturelle du Sénégal sous diverses facettes. En 1989, elle crée un spectacle de danse et de poésie, Afrique corps mémorable, avec la chorégraphe franco-sénégalaise Germaine Acogny. Elle est rédactrice de la revue Entracte. Elle produit pendant 12 ans, avec son mari, l'émission La voix des poètes à la Radio-télévision du Sénégal. Elle devient régisseur de la programmation et de l'organisation des spectacles du Théâtre national Daniel-Sorano de Dakar. Dans les années 1990, elle anime avec Lucien Lemoine un atelier de recherche et de pratiques théâtrales à la faculté de Lettres de l'université Cheikh Anta Diop de Dakar,. Elle intervient comme enseignante, avec son mari, au Centre d'études des sciences et techniques de l'information (CESTI). En 2005, elle publie Les Nuits de Tulussia, un ensemble de récits et de nouvelles, chez Présence Africaine, puis en 2007, La ligne de crête, une pièce de théâtre. En 2005 encore, elle joue pour la dernière fois lors de la célébration des 40 ans du Théâtre national Daniel-Sorano , et interprète le personnage de la Reine-mère dans la pièce L'Exil d'Albouri de Cheik Aliou Ndao.
Elle meurt à l'âge de 89 ans, le 9 juillet 2011 à Dakar, un an après son mari Lucien Lemoine.

## Principales publications
- Les Nuits de Tulussia, Présence africaine, Paris.
- La ligne de crête, éditions Nègre International, Dakar.